# Попович, Константин Фёдорович (писатель)
Константин Фёдорович Попович (21 мая 1924 — 5 декабря 2010) — молдавский советский писатель, литературовед, эминесковед. Доктор филологических наук (1974), профессор (1988), академик Академии наук Молдавии (1995). Член Союза писателей Молдавской ССР (1965).
Автор трилогии исторических романов «Зарево над Днестром», «Тревожный рассвет» и «Трудные судьбы», экранизированной в 1984 году.

## Биография
Родился 21 мая 1924 года в селе Романковцы в Бессарабии на тот момент являвшейся частью Румынии (ныне — Черновицкая область Украины).
Окончил румынскую гимназию в Липнике. В 1942—1944 годах учился в лицее в Черновцах.
С 1944 года в Красной Армии — переводчик Управления контрразведки «СМЕРШ» 1-го Украинского и 3-го Украинского фронтов.
В 1944—1947 годах был офицером связи, представителем советской военной администрации по связям с правительством Румынии. В 1946 году присутствовал на судебном процессе над диктатором Ионом Антонеску и его казни в тюрьме Жнлаве. События тех лет отразил в мемуарах «Память времени: записки военного разведчика».

Путь в науку и в творчество пролегал для меня через фронтовые дороги. Когда перебираю прошлое, памятное фронтовое лихолетье, вспоминаются подробности, раскрываются новые события и такие крутые повороты судеб, что историкам, наверное, придется вносить новые главы в описание битв. Волею судьбы в эпицентре вихря этих событий оказался и я сам.— Константин Фёдорович Попович
Демобилизован в 1947 году в звании лейтенанта, награждён Орденом Отечественной войны II степени.
В 1947—1951 годах учился на русском отделении филологического факультета Черновицкого государственного университета.
В 1951—1954 годах учился в аспирантуре Черновицкого университета на славянском отделении кафедры зарубежной литературы, защитил кандидатскую диссертацию на тему: «Социальные мотивы в поэзии М. Эминеску».
В 1954—1955 годах — преподаватель русской и молдавской литературы в Черновицком педагогическом институте.
В 1955—2000 годах — в Академии наук Молдавской ССР: научный работник, с 1962 года — заведующий отделом литературных взаимосвязей Института языка и литературы АН Молдавской ССР, в 1992—1999 годах — директор Института национальных меньшинств АН Молдовы.
В 1974 году получил степень доктора филологических наук. С 1988 года ‒ профессор, с 1989 года ‒ действительный член Академии наук Молдавской ССР, а с 1995 года ‒ академик.
Умер 5 декабря 2010 году в Кишинёве.

## Научная деятельность
Автор более 500 научных работ, в том числе свыше 60-ти книг, в своих работах освещал молдавско-русско-украинские литературные взаимосвязи, а также фольклор и художественную литературу.
Исследователь русской литературы Молдавии — ещё в 1958 году вышел сборник его статей «Русская литература Молдавии».
Ответственный редактор сборника «Русская литература Советской Молдавии» (АН МССР, 1988). Член редколлегии сборников «Очерки молдавско-русско-украинских литературных связей: С древнейших времен до середины XIX в.» (1978) и «Молдавско-русско-украинские литературные связи начала XX в.» (1982).
Известный эминесковед, основные работы: «Социальные мотивы в поэзии М. Эминеску» (1963), «Эминеску. Исследования и статьи» (1963), «Эминеску. Жизнь и творчество в документах, высказываниях, иллюстрациях» (1974, 1976, 2002).
Издано 16-томное издание научного, литературного и публицистического наследия учёного и писателя.

### Некоторые труды
- Антиклерикальные и атеистические мотивы в молдавской классической литературе — Кишинев, Картя молдовеняскэ, 1966 — 87 с.
- Страницы литературного братства: По материалам молдавской, русской и украинской литератур. — Кишинев: Литература артистикэ, 1978—212 с.
- Молдавские классики о духовенстве и религии — 2-е изд., испр. — Кишинев: Лумина, 1983—103 с.
- Литературная тетрадь: Страницы русской литературы Молдовы — Академия наук Республики Молдова. — Кишинэу: Парагон, 1999—239 с.

## Творчество
Автор составляющих трилогию исторических романов «Зарево над Днестром» (1974, 1977), «Тревожный рассвет» (1980, 1983, 1987, 1989) и «Трудные судьбы» (1985), посвященных событиям в Бессарабии и Северной Буковине в 1920—1930-х годах. На русском языке книги выходили массовыми тиражами в издательстве «Литература артистикэ» в авторизованном переводе Юрия Грекова.
В романе «Зарево над Днестром», впервые опубликованном в 1974 году в № 4-6 журнала «Кодры», изображены революционные события в Хотинском уезде Бессарабии в период между февралём и октябрём исторического 1917 года, в продолжении повествование доведено до трагических событий Хотинского восстания 1919 года и Татарбунарского восстания 1924 года, а в заключительном романе «Трудные судьбы» герои продолжают дела и борьбу предшественников на протяжении полутора десятка лет во время румынского оккупационного режима.
Роман хорошо был принят критикой:

Впервые в литературе республики К. Попович широко и многосторонне использует в этом романе богатейший разнонациональный этнографический и фольклорный материал Бессарабии— Константин Шишкан

Роман К. Поповича является как раз тем художественным произведением, которое полностью соответствует понятию «революционная Молдавия» в его общепринятом смысле. В этой связи «Зарево над Днестром» остается пока единственным не только в русской литературе нашей республики, но и в собственно молдавской.— 
По роману К. Поповича «Зарево над Днестром» на киностудии «Молдова-фильм» режиссёром В. Гаджиу в 1984 году был снят фильм «Тревожный рассвет».
Автор мемуарных очерков «Память времени: записки военного разведчика» (1986, 2003).

## Награды
- Орден Республики (1993)[4]
- Медаль «Михай Эминеску» (15 июня 2000 года) — за заслуги в деле национального возрождения, значительный вклад в пропаганду литературного наследия Михая Эминеску и утверждение национальных духовных ценностей[5]
- Орден «За заслуги» II степени (17 января 2008 года, Украина) — за весомый личный вклад в популяризацию исторических и современных достижений Украины в мире, формирование её позитивного международного имиджа и по случаю Дня Соборности Украины[6]
- Орден «За заслуги» III степени (15 августа 2001 года, Украина) — за весомый личный вклад в подъём международного авторитета Украины, укрепление сотрудничества и дружественных связей с исторической Родиной и по случаю 10-й годовщины независимости Украины[7]
- Орден «За мужество» ІІІ степени (5 мая 2010 года, Украина) — по случаю 65-й годовщины Победы в Великой Отечественной войне 1941—1945 годов, за проявленное личное мужество и героизм в освобождении Украины от фашистских захватчиков[8]
- Орден Отечественной войны II степени (1985)
- Заслуженный деятель науки Молдавской ССР (1984)
- Отличник народного образования Молдавской ССР (1974)

## Память
В 2008 году в Романковецкой гимназии на Буковине был открыт историко-литературный музей имени Константина Поповича, куда сам писатель передал свои книги, письма, личные вещи, в том числе, лейтенантскую форму, в которой он завершал Отечественную войну.
В 2015 году в селе Романковцы Черновицкой области Украины была установлена мемориальная доска, а имя писателя присвоено местной гимназии.

К. Попович — заметное явление в культурной жизни Молдовы. Щедро наделенный талантом, он сумел проявить и успешно реализовать его в различных сферах духовной жизни страны.— Константин Шишкан